# Suhad Bahijri
Suhad Bahijri  (arabiska: سهاد باحجري) är en saudiarabisk kemist. Hon är en medicinsk forskare och utbildare som för närvarande arbetar som professor i klinisk kemi och klinisk näring vid medicinska fakulteten vid King Abdulaziz University, Jidda. Hennes forskning fokuserar på  kost, livsstil och kroniska sjukdomar och tillstånd som prediabetes, diabetes typ 2 och dyslipidemi. Hon har även gjort ett antal studier som beskriver metabola och endokrina effekter av förändrat beteende i samband med ramadan. Hon deltog som en av flera hundra medkollaboratörer i två stora studier i Lancet om dels trender i längd och BMI hos barn över tid i ett patientmaterial om 65 miljoner (publicerad 2020) och en liknande studie angående trender i blodtrycksnivåer över tid med 89 miljoner patienter (publicerad 2018).